# 제26회 모스크바 국제 영화제
제26회 모스크바 국제 영화제는 2004년 6월 18일에 열린 시상식이다.

## 수상 및 후보

### 대상
- 우리는 - 드미트리 메스히예프 수상

### 심사위원특별상
- 돼지들의 혁명 - 야크 킬미 외1명 수상

### 여우주연상
- Conversaciones con mama - China Zorrilla 수상

### 남우주연상
- 우리는 - 보그단 스텁카 수상

### 감독상
- 우리는 - 드미트리 메스히예프 수상

### 신인감독작품대상
- 호텔 비너스 - 타카하타 히데오 수상

### 월드시네마 공로상
- 에밀 쿠스트리차 수상

### 모스크바 행복감
- Angulimala - Sutape Tunnirut
- Ben’s Biography - 댄 울먼
- 옥관음 - 허안화
- 돼지들의 혁명 - 야크 킬미 외1명
- 추수기 - 마리나 라즈베즈키나
- Details - Christian Petri
- The Dirrefent Loyalty - Marek Kanewska
- La piel de la tierra - Manuel Fernandez
- Olgas Sommer - Nina Grosse
- National Bomb - Vagif Mustafayev
- Portugal S.A. - Rui Guerra
- Papa - 블라디미르 마쉬코프 외1명
- Conversaciones con mama - Santiago Carlos Oves
- 우리는 - 드미트리 메스히예프
- Prima dammi un bacio - Ambrogio Lo Guidice
- 귀여워 - 김수현
- Varea anthigina - Antonis Papadoupoulos